# Cotyledon tomentosa
Cotyledon tomentosa är en fetbladsväxtart. Cotyledon tomentosa ingår i släktet Cotyledon och familjen fetbladsväxter.

## Underarter
Arten delas in i följande underarter:
- C. t. ladismithiensis
- C. t. tomentosa

## Bildgalleri

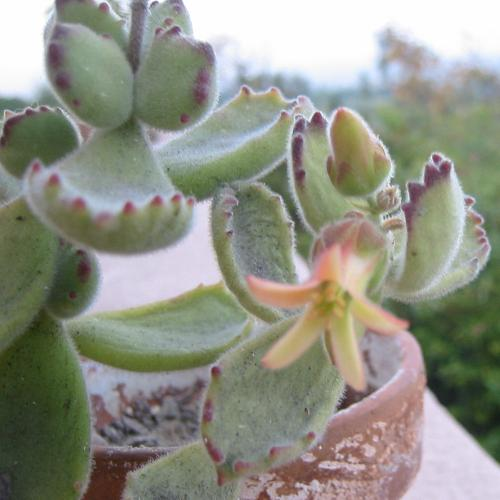
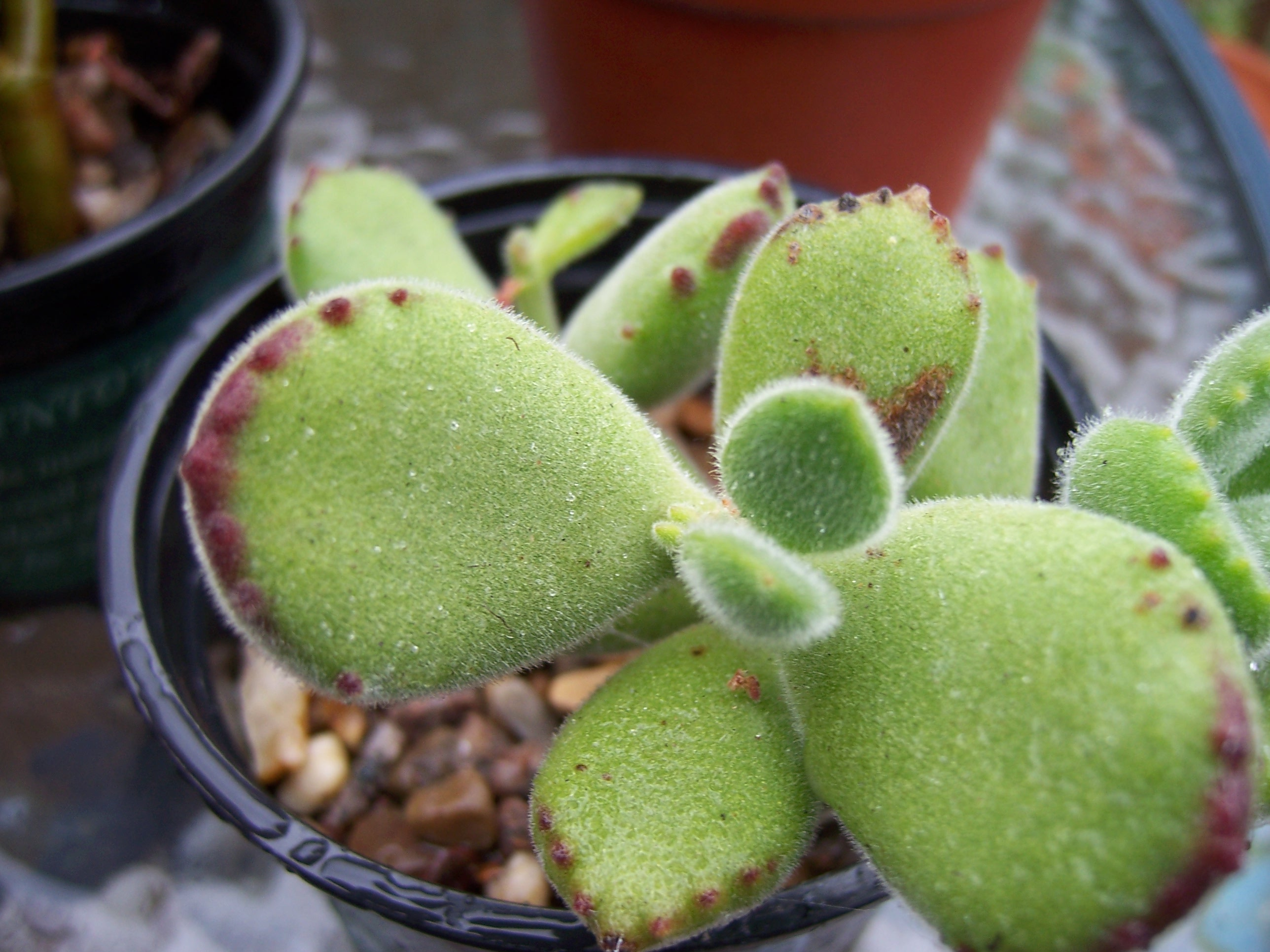
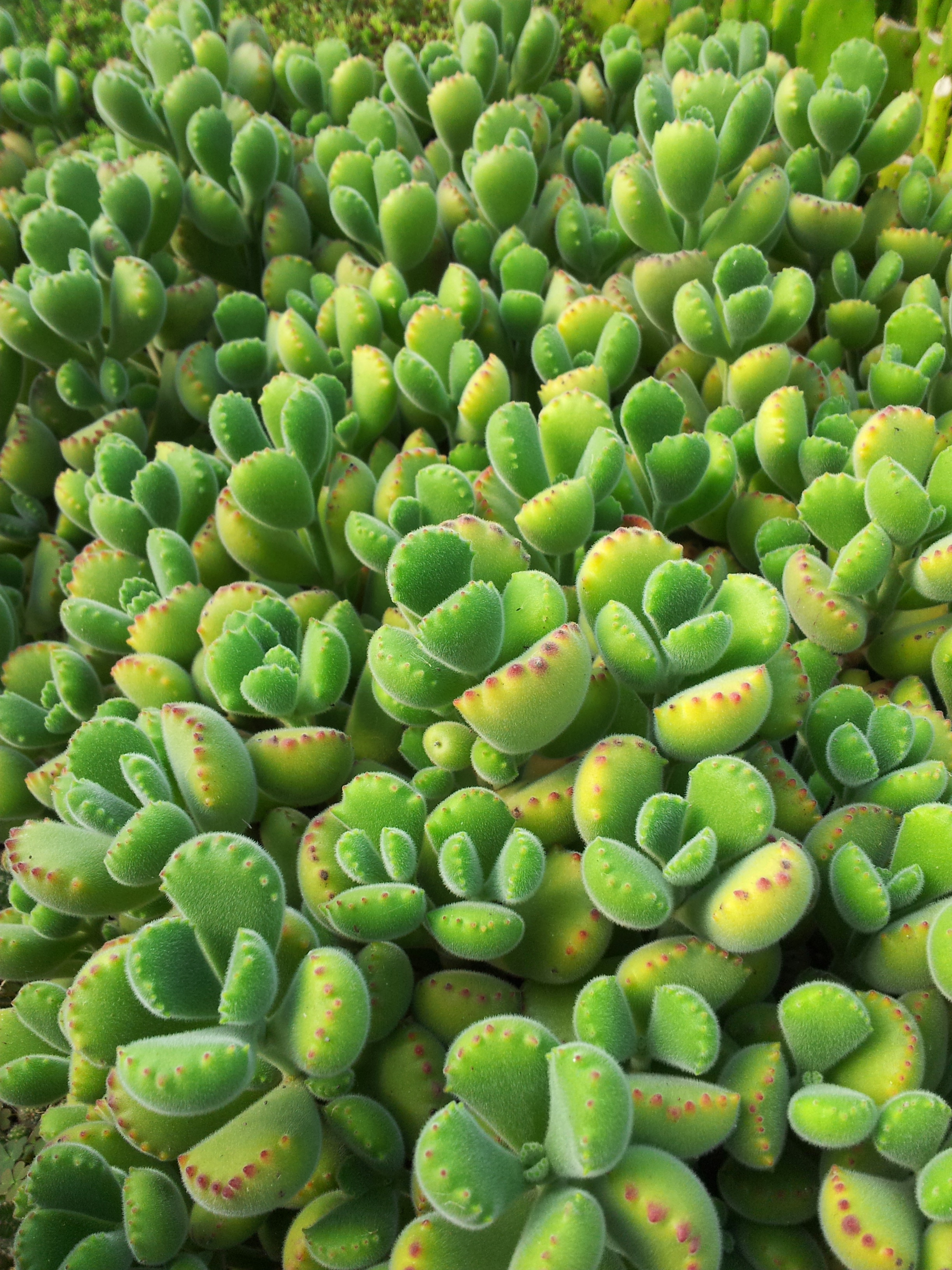
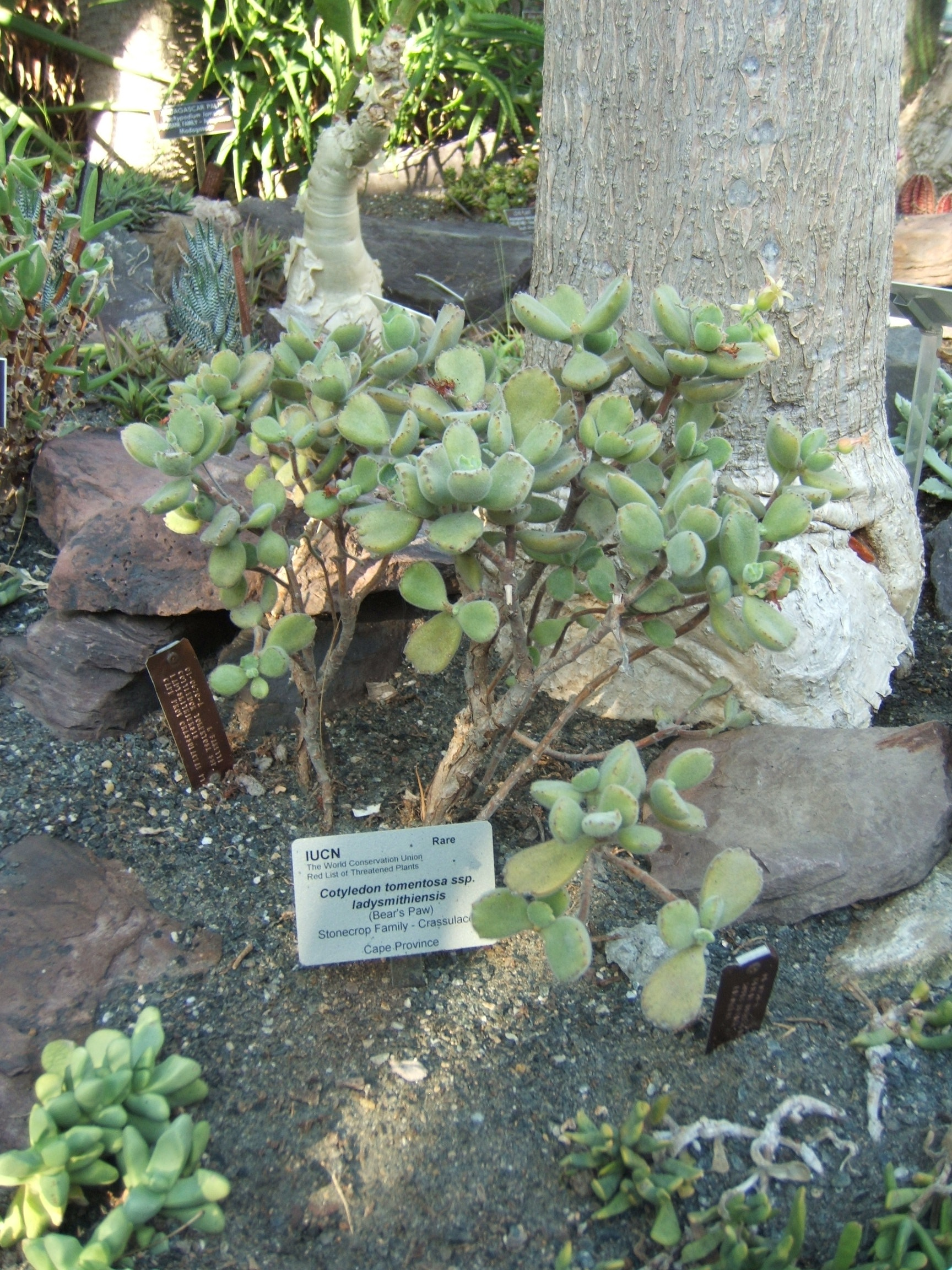
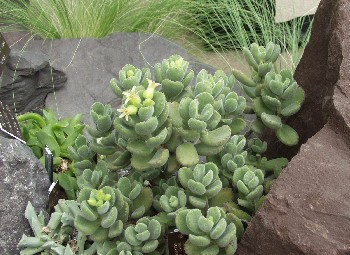
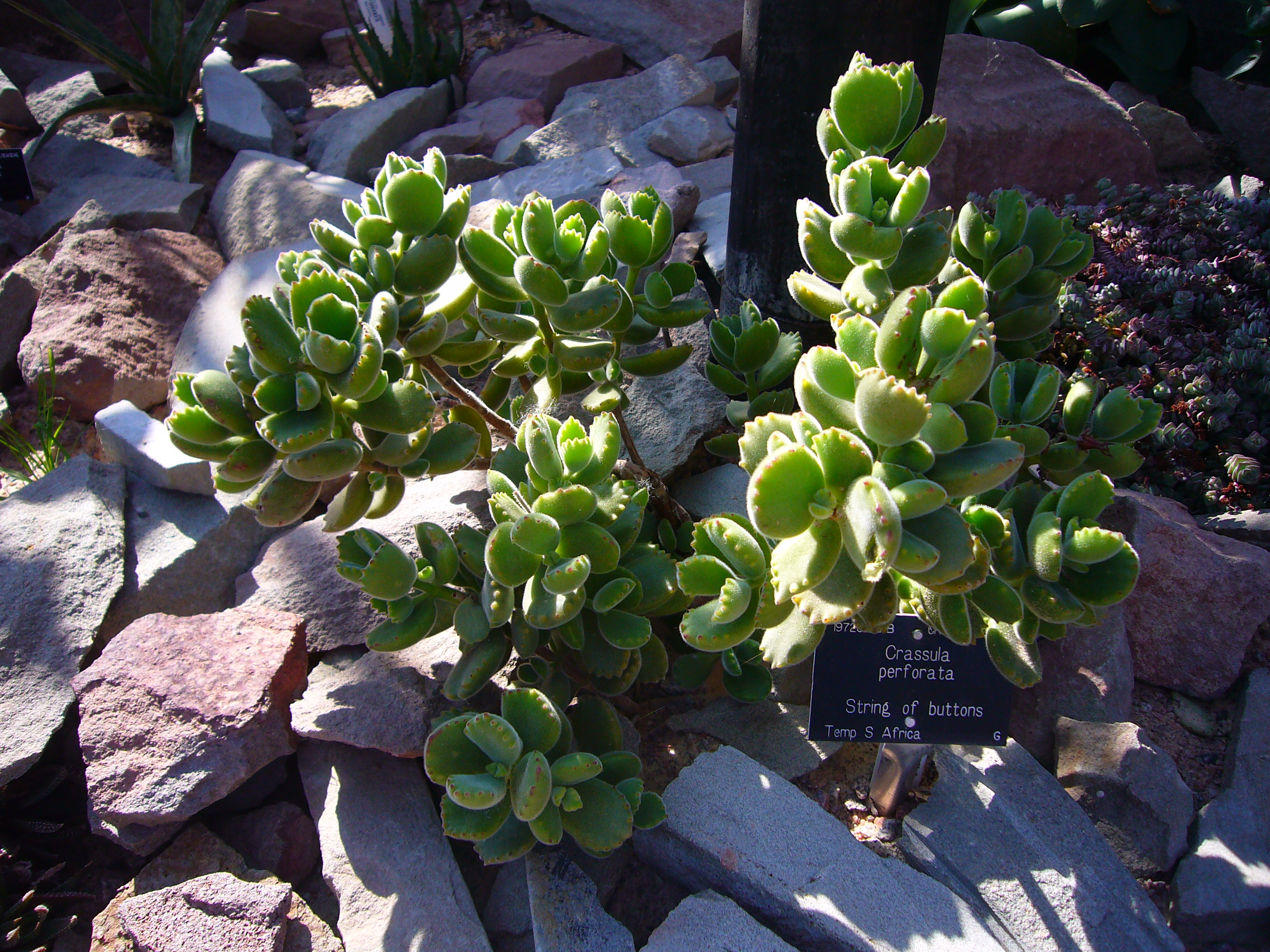